# Johannes Klein
Johannes Klein (zm. 1926) – as lotnictwa niemieckiego Luftstreitkräfte z 16 potwierdzonymi zwycięstwami w I wojnie światowej.
Służbę w lotnictwie myśliwskim rozpoczął w lutym 1917 jako pilot w Jagdstaffel 29. W sierpniu został przeniesiony do Jagdstaffel 18, w której odniósł swoje pierwsze potwierdzone zwycięstwo 16 sierpnia nad samolotem Spad. 5 września ponownie odniósł zwycięstwo (już ostatnie) w Jasta 18.
20 marca 1918 roku został przeniesiony do nowej jednostki Jagdstaffel 15 wraz z kilkoma innymi pilotami oraz jej ówczesnym dowódcą Ernstem Truckiem z Jasta 18. Było to posunięcie reorganizacyjne dokonane przez Rudolpha Bertholda, dowodzącego wówczas Jagdgeschwader II. W jednostce przebywał do zakończenia wojny, odnosząc swoje ostatnie potwierdzone 16 zwycięstwo 26 września 1918 roku. Zmarł w 1926 roku. Latał między innymi na samolotach Albatros D.V i Fokker D.VII.

## Odznaczenia
- Królewski Order Rodu Hohenzollernów – 19 września 1918
- Krzyż Żelazny I Klasy
- Krzyż Żelazny II Klasy